# Guerrilla: The Taking of Patty Hearst
Guerrilla: The Taking of Patty Hearst é um documentário da PBS de 2004 exibido no programa de TV American Experience, e que fala sobre o sequestro da herdeira milionária Patty Hearst em 1974 pelo grupo revolucionário marxista Exército Simbionês de Libertação. Foi dirigido por Robert Stone e apresenta entrevistas com o romancista e dramaturgo Timothy Findley e com 2 membros do SLA: Russ Little e Michael Bortin.

## Recepção
O filme foi bem recebido e, com base em 46 avaliações, tem um selo "Certified Fresh" com 87% de aprovação no site Rotten Tomatoes. A crítica de consenso do site diz: "Guerilla é um documentário fascinante que narra de forma esclarecedora o sequestro da herdeira Patty Hearst em 1974".

## Ligações Externas
- «Sítio oficial»
- Guerrilla: The Taking of Patty Hearst. no IMDb.
- Guerrilla: The Taking of Patty Hearst (em inglês). no Box Office Mojo.
- «Guerrilla: The Taking of Patty Hearst» (em inglês). no Metacritic